# Candida glabrata
Candida glabrata (H.W.Anderson) S.A.Mey. & Yarrow – gatunek grzybów zaliczany do rzędu drożdżaków (Saccharomycetes). Jest to grzyb bezotoczkowy, uważany za stosunkowo niepatogenny, komensalny, występujący w ludzkiej błonie śluzowej. Może wywoływać zakażenia oportunistyczne, zwłaszcza u nosicieli wirusa HIV.

## Systematyka i nazewnictwo
Pozycja w klasyfikacji według Index Fungorum:
Incertae sedis, Saccharomycetales, Saccharomycetidae, Saccharomycetes, Ascomycota, Fungi.
Pierwotnie C. glabrata został sklasyfikowany w rodzaju Torulopsis. Rodzaj ten został opisany w 1894 r., a rodzaj Candida został nazwany dopiero w 1913 r. C. glabrata został pierwotnie umieszczony w rodzaju Torulopsis z powodu braku produkcji pseudostrzępek. Jednak w 1978 r. ustalono, że zdolność do wytwarzania pseudostrzępek nie była wiarygodnym czynnikiem odróżniającym dla rodzaju Candida i zaproponowano, aby T. glabrata był klasyfikowany do rodzaju Candida.
C. glabrata jest znacznie bliżej spokrewniony z Saccharomyces cerevisiae niż z Candida albicans i należy do grupy gatunków, które duplikowały swój genom.

### Synonimy
Cryptococcus glabratus H. W. Anderson, Torulopsis glabrata (H.W.Anderson) Lodder & N.F. de Vries, Torulopsis glabrata var. gummaensis Tak. Kobay.

## Morfologia i genetyka
Tworzy mniejsze kolonie (1–4 μm) niż C. albicans (4–6 μm). Na agarze z dekstrozą Sabouraud C. glabrata tworzy błyszczące, gładkie, kremowe kolonie, które są stosunkowo nie do odróżnienia od kolonii innych gatunków Candida, z wyjątkiem ich względnej wielkości, która jest dość mała. Na Chromagar, stosunkowo nowym agarze, który odróżnia różne gatunki Candida pod względem koloru w wyniku reakcji biochemicznych, kolonie C. glabrata wydają się różowe do fioletowych, w przeciwieństwie do kolonii C. albicans, które wydają się zielone do niebiesko-zielonych.
C. glabrata fermentuje i asymiluje tylko glukozę i trehalozę.
Sekwencjonowanie genomu C. glabrata w 2004 r. ujawniło powszechną utratę genów w stosunku do S. cerevisiae, w tym szlaków metabolizmu galaktozy, fosforanu i kwasu nikotynowego. Nastąpiło także znaczące rozszerzenie rodziny białek glikolipidowych EPA i rodziny YPS proteaz aspartylowych związanych z GPI, które sprzyjają zjadliwości. Prowadzi to do zwiększonego przylegania komórek grzyba do nabłonka.
Wytwarza biofilm składający się wyłącznie z komórek drożdży dokładnie upakowanych wielowarstwowo lub w skupiskach komórek. Grubość biofilmu C. glabrata (75–90 ± 5 µm) stanowi w przybliżeniu połowę grubości biofilmu C. albicans. Nawet niskie stężenia glukozy indukują tworzenie się biofilmu C. glabrata. Na komórkach nabłonka podpoliczkowego C. glabrata wykazuje najwyższą zdolność adhezji. Najlepszą powierzchnią do tworzenia biofilmu jest polichlorek winylu, co ma istotne znaczenie w produkcji sprzętu medycznego (zwłaszcza cewników).

## Zakażenia
Gatunek ten jest częstą przyczyną kandydozy u pacjentów z obniżoną odpornością, w tym u pacjentów z HIV/AIDS, cukrzycą, chorymi na raka poddawanych chemioterapii i osób starszych. Główną przeszkodą w zakażeniach C. glabrata jest jego wrodzona odporność na azolowe leczenie przeciwgrzybicze, które jest bardzo skuteczne w leczeniu zakażeń wywołanych przez inne gatunki Candida. C. glabrata jest najczęściej izolowany od chorych w Azji i Oceanii oraz w Unii Europejskiej.